# Јунуз Ајановић
Јунуз Ајановић (Жепче, 5. октобар 1890. — Загреб, јул 1945) био је генерал Хрватских оружаних снага и официр у Југословенској војци и Хрватском домобранству.
Рођен је у Жепчу 5. октобра 1890. године. У Будимпешти је завршио школу за резервне официре. Био је официр у Аустроугарској војсци и у Југословенској војсци. До Априлског рата 1941. достигао је чин пуковника. Био је заповједник моторизоване јединице у Загребу. Заповиједао моторизованим јединицама у Хрватском домобранству до 1943. године. Од јуна 1943. службовао је у СС-у при Њемачкој редарственој организацији у Хрватској. Пред крај рата напредовао до дужности заповједника 3. горског здруга, а затим заповједника 12. имотске дивизије Хрватских оружаних снага. Заробљен након слома НДХ. Дана 15. јула осуђен је на смртну казну.